# Hillcrest (Australia)
Hillcrest è un sobborgo del Brisbane, Queensland, Australia. Si trova a 24 km da Brisbane. Ha una popolazione di 4 608 abitanti.